# Ricky Carmichael
Richard Carmichael, detto Ricky (Clearwater, 27 novembre 1979), è un pilota motociclistico professionista di motocross e supercross statunitense ritiratosi dall'attività agonistica.

## Carriera
Carmichael iniziò ad andare in moto all'età di 3 anni e gareggiò nei campionati amatoriali durante la sua infanzia conquistando molte vittorie. Nel 1996 debuttò nel campionato professionistico nell'ultima gara della stagione con il team Kawasaki. Finì ottavo e questo piazzamento gli valse l'attenzione degli addetti ai lavori.
Dal 1997 al 1999 vinse poi il campionato nazionale motocross nella classe 125. Conquistò anche il titolo Supercross nel 1998, vincendo tutte le gare. La sua prima stagione nel supercross 250 nel 1999 fu però meno stellare e rovinata dai molti incidenti e infortuni; conquistò così la sua prima vittoria solo nel 2000 al Daytona International Speedway. Gli andò meglio nel campionato motocross dove vinse 9 delle 12 gare in programma, conquistando così il titolo National alla sua prima partecipazione nel campionato 250. Il 2001 vide Ricky togliere il titolo di campione supercross a Jeremy McGrath, che lo deteneva da 3 anni. McGrath vinse 2 delle prime 3 gare ma poi Carmichael inanellò una serie consecutiva di 13 vittorie, per un totale di 14 gare vinte su 16 totali; vinse anche il titolo motocross 250 vincendo 7 delle 12 gare.

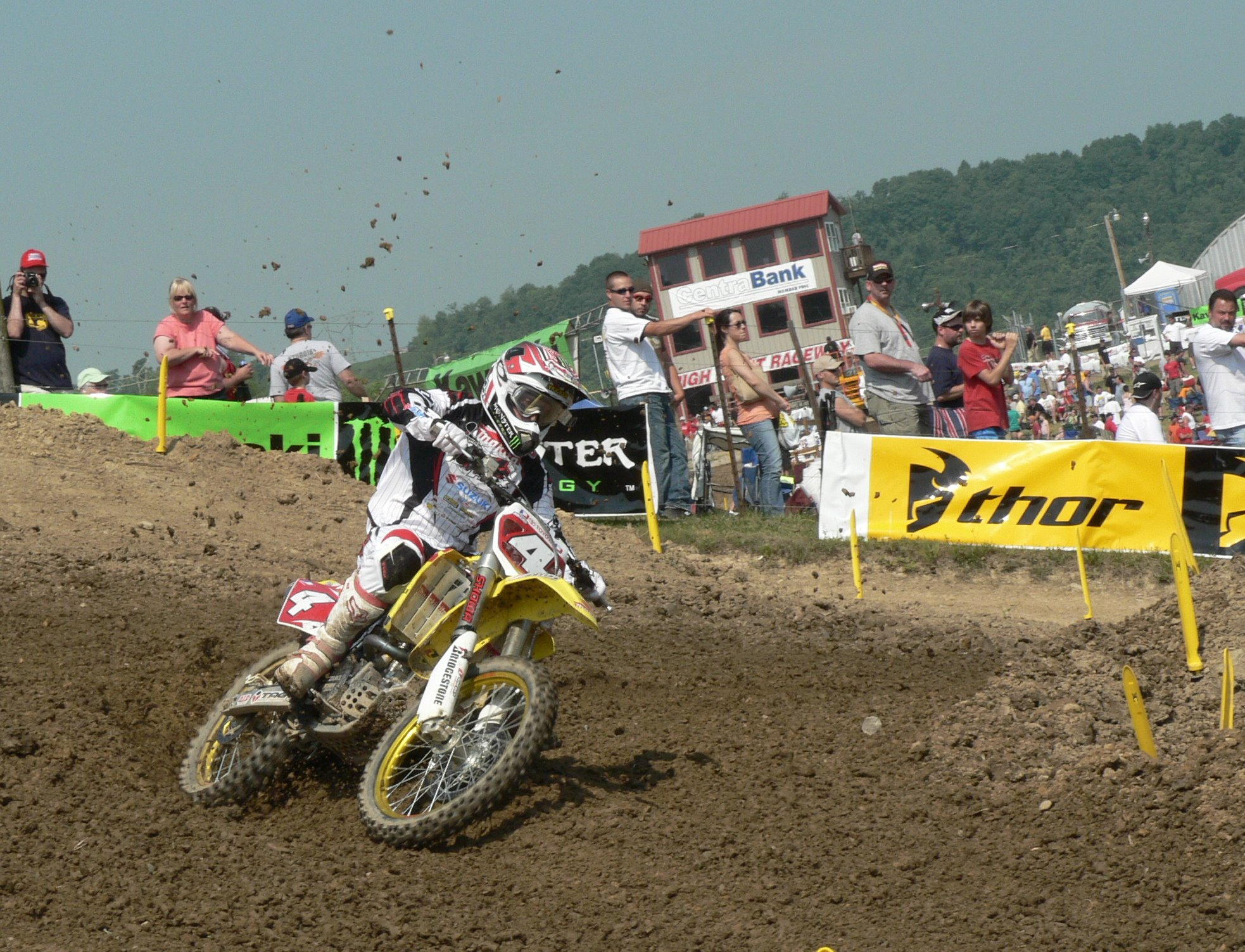
Ricky Carmichael in una fase di gara.

Nel 2002 passò dal team Kawasaki al team Honda. Questa decisione fu molto criticata dai suoi fan che la ritennero motivata dai soli interessi economici, mentre l'interessato affermò che era dovuta al maggiore sviluppo dei mezzi Honda. Dopo un brutto avvio di stagione nel campionato supercross 2002, dove si fratturò una mano, tornò poi a dominare e vinse 11 gare sulle 16 totali, superando così in classifica finale il rivale David Vuillemin; bissò il successo anche nel campionato motocross vincendo tutte le gare, impresa mai riuscita a nessuno in precedenza.
Vinse poi il suo terzo campionato supercross 250 nel 2003, sebbene con un distacco minore dal secondo classificato rispetto agli anni precedenti. Vinse 7 gare e finì il campionato con un vantaggio di 7 punti da Chad Reed, che invece vinse 8 prove; dominò ancora una volta il campionato motocross vincendo 9 delle 11 gare. Saltò la stagione supercross 2004 per riprendersi dall'infortunio al ginocchio capitatogli l'anno precedente. Chad Reed vinse il campionato ma Ricky si rifece nel motocross dove vinse tutte le gare come nel 2002, e questa volta su una nuova moto, la Honda CRF450R (4 tempi). Alla fine della stagione passò alla Suzuki.
Tornò nel 2005 senza aver più gareggiato per due anni e vinse il titolo battendo campioni come James "Bubba" Stewart, Chad Reed e Kevin Windham, ottenendo 7 vittorie; vinse anche il 250 National outdoor, il titolo US Open of Supercross e vinse con il Team USA il Motocross delle Nazioni. Nel 2006 gareggiò su una RMZ450 e la stagione fu una vera e propria battaglia tra lui, Reed e Stewart: alla gara finale di Las Vegas finì secondo, aggiudicandosi però il quinto titolo e precedendo gli avversari di 5 punti. Vinse anche il campionato AMA Motocross, aggiudicandosi 9 delle 12 gare in programma. A causa di un infortunio non poté però far parte del Team USA che partecipò, vincendolo, al Motocross delle Nazioni. Le sue prestazionigli hanno consentito di essere inserito nella Motorsports hall of fame of America. Terminata la propria carriera agonistica rimane nel mondo delle corse partecipando allo sviluppo della Triumph TF250 e della TF450, che è stata presentata come TF450-RC in suo onore.

## Risultati AMA Supercross

### 125cc (East Coast)
| Anno | Moto     | Indiana (bandiera) | Georgia (bandiera) | Florida (bandiera) | Florida (bandiera) | Missouri (bandiera)  | Michigan (bandiera) | Carolina del Nord (bandiera) | Nevada (bandiera) | Punti | Pos |
| ---- | -------- | ------------------ | ------------------ | ------------------ | ------------------ | -------------------- | ------------------- | ---------------------------- | ----------------- | ----- | --- |
| 1997 | Kawasaki | 19                 | 1                  | 6                  | 1                  | 10                   | 3                   | 1                            | 18                | 123   | 3º  |
| Anno | Moto     | Indiana (bandiera) | Georgia (bandiera) | Florida (bandiera) | Florida (bandiera) | Louisiana (bandiera) | Missouri (bandiera) | Michigan (bandiera)          | Nevada (bandiera) | Punti | Pos |
| 1998 | Kawasaki | 1                  | 1                  | 1                  | 1                  | 1                    | 1                   | 1                            | 1                 | 200   | 1º  |

### 250cc
| Anno | Moto     | California (bandiera) | California (bandiera) | Arizona (bandiera)    | Washington (bandiera) | California (bandiera) | Florida (bandiera)    | Georgia (bandiera)    |                      | Florida (bandiera)  |                      | Minnesota (bandiera) | Missouri (bandiera) | Michigan (bandiera) | Louisiana (bandiera)  | Indiana (bandiera)  | Nevada (bandiera) | Punti | Pos |
| ---- | -------- | --------------------- | --------------------- | --------------------- | --------------------- | --------------------- | --------------------- | --------------------- | -------------------- | ------------------- | -------------------- | -------------------- | ------------------- | ------------------- | --------------------- | ------------------- | ----------------- | ----- | --- |
| 1999 | Kawasaki | 6                     | 19                    |                       |                       |                       | 4                     | 14                    | 19                   | 4                   |                      | 18                   | 6                   | 11                  | 12                    | 7                   | 19                | 115   | 16º |
| Anno | Moto     | California (bandiera) | California (bandiera) | California (bandiera) | Arizona (bandiera)    |                       | Indiana (bandiera)    | Michigan (bandiera)   | Georgia (bandiera)   | Florida (bandiera)  | Missouri (bandiera)  | Minnesota (bandiera) | Michigan (bandiera) |                     | Louisiana (bandiera)  | Illinois (bandiera) | Nevada (bandiera) | Punti | Pos |
| 2000 | Kawasaki | 8                     | 4                     | 10                    | 3                     | 2                     | 4                     | 10                    | 3                    | 1                   | 3                    | 19                   | 5                   | 3                   | 4                     | 8                   | 5                 | 263   | 5º  |
| Anno | Moto     | California (bandiera) | California (bandiera) | California (bandiera) | Arizona (bandiera)    | California (bandiera) | Indiana (bandiera)    | Georgia (bandiera)    | Louisiana (bandiera) | Florida (bandiera)  | Minnesota (bandiera) |                      | Missouri (bandiera) | Michigan (bandiera) |                       | Utah (bandiera)     | Nevada (bandiera) | Punti | Pos |
| 2001 | Kawasaki | 3                     | 1                     | 2                     | 1                     | 1                     | 1                     | 1                     | 1                    | 1                   | 1                    | 1                    | 1                   | 1                   | 1                     | 1                   | 1                 | 392   | 1º  |
| Anno | Moto     | California (bandiera) | California (bandiera) | California (bandiera) | Arizona (bandiera)    | California (bandiera) | Indiana (bandiera)    | Minnesota (bandiera)  | Georgia (bandiera)   | Florida (bandiera)  | Louisiana (bandiera) |                      | Missouri (bandiera) | Michigan (bandiera) |                       | Utah (bandiera)     | Nevada (bandiera) | Punti | Pos |
| 2002 | Honda    | 20                    | 4                     | 4                     | 1                     | 1                     | 2                     | 1                     | 1                    | 1                   | 1                    | 1                    | 2                   | 1                   | 1                     | 1                   | 1                 | 356   | 1º  |
| Anno | Moto     | California (bandiera) | Arizona (bandiera)    | California (bandiera) | California (bandiera) | California (bandiera) | California (bandiera) | Minnesota (bandiera)  | Georgia (bandiera)   | Indiana (bandiera)  | Florida (bandiera)   | Missouri (bandiera)  |                     | Michigan (bandiera) |                       | Utah (bandiera)     | Nevada (bandiera) | Punti | Pos |
| 2003 | Honda    | 2                     | 6                     | 1                     | 1                     | 1                     | 3                     | 1                     | 1                    | 1                   | 1                    | 2                    | 2                   | 2                   | 2                     | 2                   | 2                 | 367   | 1º  |
| Anno | Moto     | California (bandiera) | Arizona (bandiera)    | California (bandiera) | California (bandiera) | California (bandiera) | Indiana (bandiera)    | California (bandiera) | Georgia (bandiera)   | Missouri (bandiera) | Florida (bandiera)   | Florida (bandiera)   |                     | Michigan (bandiera) | Washington (bandiera) |                     | Nevada (bandiera) | Punti | Pos |
| 2005 | Suzuki   | 3                     | 1                     | 1                     | 1                     | 1                     | 1                     | 2                     | 1                    | 1                   | 2                    | 2                    | 2                   | 2                   | 3                     | 3                   | 2                 | 367   | 1º  |

### 450cc
| Anno | Moto   | California (bandiera) | Arizona (bandiera) | California (bandiera) | California (bandiera) | California (bandiera) | California (bandiera) | Missouri (bandiera)   | Georgia (bandiera) | Indiana (bandiera)  | Florida (bandiera) | Florida (bandiera)   | Michigan (bandiera) |   |                     | Washington (bandiera) | Nevada (bandiera) | Punti | Pos |
| ---- | ------ | --------------------- | ------------------ | --------------------- | --------------------- | --------------------- | --------------------- | --------------------- | ------------------ | ------------------- | ------------------ | -------------------- | ------------------- | - | ------------------- | --------------------- | ----------------- | ----- | --- |
| 2006 | Suzuki | 3                     | 1                  | 1                     | 2                     | 1                     | 2                     | 20                    | 1                  | 1                   | 1                  | 2                    | 2                   | 2 | 6                   | 3                     | 2                 | 338   | 1º  |
| Anno | Moto   | California (bandiera) | Arizona (bandiera) | California (bandiera) | California (bandiera) | California (bandiera) |                       | California (bandiera) | Georgia (bandiera) | Missouri (bandiera) | Florida (bandiera) | Minnesota (bandiera) | Indiana (bandiera)  |   | Missouri (bandiera) | Washington (bandiera) | Nevada (bandiera) | Punti | Pos |
| 2007 | Suzuki | 2                     | 2                  |                       | 1                     |                       |                       |                       | 2                  | 1                   | 2                  | 2                    |                     |   |                     |                       |                   | 160   | 8º  |

## Palmarès
- 1997 AMA 125 National Champion (Kawasaki)
- 1998 AMA 125 East Coast SX Champion (Kawasaki)
1998 AMA 125 National Champion (Kawasaki)
- 1999 AMA 125 National Champion (Kawasaki)
- 2000 AMA 250 National Champion (Kawasaki)
2000 U.S. Open of Supercross (Kawasaki)
2000 MXdN Champion (Team USA) (Kawasaki)
- 2001 AMA 250 Supercross Champion (Kawasaki)
2001 AMA 250 National Champion (Kawasaki)
2001 U.S. Open of Supercross (Honda)
- 2002 AMA 250 Supercross Champion (Honda)
2002 AMA 250 National Champion (Honda)
- 2003 AMA 250 Supercross Champion (Honda)
2003 AMA 250 National Champion (Honda)
- 2004 AMA 250 National Champion (Honda)
- 2005 AMA 250 Supercross Champion (Suzuki)
2005 AMA 250 National Champion (Suzuki)
2005 WSXGP 250 Supercross Champion (Suzuki)
2005 MXdN Champion (Team USA) (Suzuki)
2005 U.S. Open of Supercross (Suzuki)
- 2006 AMA Supercross Champion (Suzuki)
2006 AMA Motocross Champion (Suzuki)